# Sébastien Chobet
Pas d'image ? Cliquez ici

a Compétitions nationales et continentales officielles uniquement.

Dernière mise à jour le 28 décembre 2012.
Sébastien Chobet, né le 9 janvier 1981 à Narbonne, est un joueur français de rugby à XV évoluant au poste de pilier.

## Palmarès
- International -19 ans : champion du monde 2000 en France.
- International -21 ans : participation au championnat du monde 2002 en Afrique du Sud.
- Champion de France en 2009 avec l'USA Perpignan.